# Râul Cogâlnic, Răut
Cogâlnic este un râu din Republica Moldova, afluent de stânga al râului Răut. Lungimea râului constituie 48 km, curge în direcția sudică întretăind dealurile Podișului Nistru. Lățimea medie a luncii este de 3 km, versanții au fost valorificați prin planterea viilor și livezilor. Alimentația râului este mixtă.

## Afluenți
Găinușa, Roșcana, Valea Oii, Târșauca, Brazda, Budăiul.